# Lê Quý Đạm
Lê Quý Đạm (sinh 1960) là một sĩ quan cấp cao trong Quân đội nhân dân Việt Nam, hàm Trung tướng, Thạc sĩ, nguyên Chủ nhiệm Tổng cục Kỹ thuật, Cục trưởng Cục Quân khí, Tổng cục Kỹ thuật; Phó Tư lệnh Quân khu 9.

## Thân thế sự nghiệp
Ông Lê Quý Đạm sinh ngày 16 tháng 5 năm 1960 tại Thị trấn Mỹ Lộc, huyện Mỹ Lộc, tỉnh Nam Định
Từ năm 1977 đến năm 1983, ông học khóa 13 kỹ sư chuyên ngành Công nghệ Chế tạo Đạn tại Khoa Vũ khí-Học viện Kỹ thuật Quân sự
Sau khi học xong ông được điều động và công tác tại đơn vị cơ sở thuộc Cục Quân khí, Tổng cục Kỹ thuật
Sau đó ông được bổ nhiệm các chức vụ như: Trợ lý rồi Phó phòng, Trưởng phòng Đạn và Phó Cục trưởng Cục Quân khí, Tổng cục Kỹ thuật
Năm 2007, ông được bổ nhiệm giữ chức vụ Cục trưởng Cục Quân khí, Tổng cục Kỹ thuật, Đảng ủy viên Tổng cục Kỹ thuật.
Năm 2012, thực hiện đi thực tế tại đơn vị, ông được bổ nhiệm giữ chức vụ Phó Tư lệnh Quân khu 9., Ủy viên Thường vụ Đảng ủy Quân khu.
Tháng 6 năm 2015, ông được bổ nhiệm giữ chức Chủ nhiệm Tổng cục Kỹ thuật thay cho Trung tướng Nguyễn Châu Thanh nghỉ chờ hưu.
Tháng 8 năm 2015, tại Đại hội Đảng bộ Tổng cục Kỹ thuật nhiệm kỳ 2015-2020, ông trúng cử Phó Bí thư Đảng ủy Tổng cục.
Tháng 5 năm 2020, ông nghỉ chờ hưu.
Thiếu tướng (2010), Trung tướng (6.2015)